# 马库斯·鲁本斯坦
马库斯·鲁本斯坦（英語：Marcus Reubenstein），澳大利亚摄影师、作家和独立记者，创立了报导中国内容的新闻网APAC Business Review，并在 APAC News 上发表其对澳大利亚政府对华政策的看法，同时赞扬澳洲华人在控制疫情方面的杰出贡献 。

## 早年生活和教育
鲁本斯坦出生于悉尼，父母是1950年代来到澳大利亚的欧洲移民，他的母亲从1956年的匈牙利革命中逃离匈牙利，于1957年以难民身份来澳。
他以父亲的姓氏马克·斯奈德斯(Mark Snyders)命名，在母亲因癌症去世后，他将自己的名字改成了鲁本斯坦 (Reubenstein)，此姓来自外祖母的家族。
他小学和高中就读于悉尼的苏格兰学院，随后进入悉尼新南威尔士大学，拿到政治、经济和国际关系学士学位。

## 职业
鲁本斯坦曾担任前澳大利亚自由党议员Bronwyn Bishop的初级顾问。
1996年，他开始从事新闻工作，担任自由杂志的特约撰稿人，主要报导体育和商业方面新闻。
2007年至2014年，担任悉尼第七新闻电视频道的新闻制作人，之后成为澳大利亚SBS世界新闻的高级记者。 
2000年，他以乔尔·鲁本斯坦 (Joel Reubenstein) 的笔名创作了一部关于悉尼奥运会的讽刺小说《五环马戏团》，该书已被澳大利亚国家图书馆收录 。他的摄影作品照片也曾在澳大利亚媒体上发表。

2019年2月，他在悉尼举办了一场摄影展，展示他在中国拍摄的照片。澳大利亚前总理托尼·阿博特参加了展览开幕仪式，据报道，鲁本斯坦和他是“长期朋友” 。

## 中国评论
2020年2月，鲁本斯坦接受中国国家新闻网络CGTN的现场采访，评论中澳美三国的关系。
2020年，澳大利亚自由党参议员埃里克·阿贝茨要求3位澳大利亚华裔在公开场合无条件地谴责中国共产党，埃里克·阿贝茨随后拒绝为其要求道歉，鲁本斯坦称其行为“令人反感”。

## 争议
鲁本斯坦是ASPI的批评者，ASPI是一家位于堪培拉的智囊团。他研究了ASPI从外国政府和武器制造商那里获得的多种资金来源，称一些ASPI的美国赞助商强迫劳工制造其产品。
2020年12月8日，中国外交部提到了鲁本斯坦的研究。
2021年4月，鲁本斯坦因一系列文章被澳大利亚议会图书馆研究员杰夫·韦德（Geoff Wade）博士起诉，其中鲁本斯坦声称韦德正在利用政府资源维护一个攻击澳大利亚华人的私人Twitter帐户。被起诉的还有独立记者迈克尔·韦斯特和澳大利亚总理部前负责人约翰·梅纳杜·奥。
2021年3月，保守派参议员詹姆斯·帕特森（James Paterson)提到此事，并告诉参议院委员会，“我有理由相信，针对这位研究人员的反击是由某个国家赞助或发起的。“鲁本斯坦告诉悉尼先驱晨报，这些说法“完全是错误的”，”这些评论是在议会特权下发表的，这可以防止政客因诽谤言论而被起诉“，“我邀请帕特森参议员走出议会并重申他的主张。”
2021年6月，鲁本斯坦通过澳大利亚联邦法院向澳大利亚政府部门雇员杰夫韦德（Geoff Wade）和议会服务部提起诉讼。
2021年8月，第一次法庭听证后，法官表示将于2022年进行审判。悉尼先驱晨报报道说，韦德未经许可发布了鲁宾斯坦的四张照片，包括鲁本斯坦与澳大利亚前总理托尼·阿博特的合影，鲁本斯坦以诽谤人格和违反版权法向韦德提起诉讼。
2021年10月，鲁本斯坦撤回了其在澳大利亚联邦法院的案件，此前双方达成了一项未公开细节的庭外和解协议